# Arrianá
Arrianá (griego: Αρριανά) es un municipio de la República Helénica perteneciente a la unidad periférica de Ródope de la periferia de Macedonia Oriental y Tracia.
El municipio se formó en 2011 mediante la fusión de los antiguos municipios de Arrianá, Fillyra (la actual capital municipal), Kechros y Organi, que pasaron a ser unidades municipales. El municipio tiene un área de 771,2 km², de los cuales 178,4 pertenecen a la unidad municipal de Arrianá.
En 2011 el municipio tenía 16 577 habitantes, de los cuales 5589 vivían en la unidad municipal de Arrianá.
Se ubica al este de Komotiní y su término municipal es fronterizo por el norte con Bulgaria.